# Ari Lehman
Ari Lehman (Nova Iorque, 2 de maio de 1965) é um músico, compositor e ator estadunidense. É mais conhecido por interpretar Jason Voorhees como criança no filme Friday the 13th. Lehman se apresenta em uma banda de punk rock/heavy metal, First Jason.

## Biografia
Ari Lehman nasceu em Nova York, mas foi criado em Westport,  onde estudou música Clássica e Jazz. Ainda jovem, foi reconhecido por suas habilidades musicais, quando chegou a receber o prêmio All-State de Excelência em Jazz e uma bolsa para Berklee School of Music.
Atuante, também, em peças de teatro, Ari soube do teste para o filme Manny's Orphans, que seria dirigido por Sean S. Cunningham  em 1978. Ari fez o teste, e foi selecionado, ganhando o papel de Roger. E foi por este papel, que Ari foi chamado pelo diretor Sean S. Cunningham para interpretar Jason Voorhees em Sexta-Feira 13 (1980).
Depois de gravar Sexta-Feira 13 (1980), Ari voltou para Nova York, onde estudou Jaz com Joanne Brackeen. Depois, Ari se matriculou na Universidade de Nova York estudando musica. Curiosamente, a carreira de Ari o levou a se tornar um tecladista, excursionando com para tocar com alguns dos maiores nomes do Reggae e da música Africano, chegando a trabalhar com o próprio Bob Marley.
Como um artista experiente e um músico profissional, Ari passou a receber elogios. Se mudou para Chicago no final de 2002. Desde então se apresenta em encontros proporcionados por fãs de rock e terror. Criou a banda FIRSTJASON, destinadas a fãs da série Sexta-Feira 13. O FIRSTJASON já se apresentou em clubes de punk e metal, Festivais de Cinema, Horror e Convenções em todo o EUA.

## Filmografia
| Ano  | Filme                 | Personagem       |
| ---- | --------------------- | ---------------- |
| 1978 | Manny's Orphans       | Roger            |
| 1980 | Sexta-Feira 13 (1980) | Jason Voorhees   |
| 2006 | Than Xgiving          | não identificado |

## Prêmios
- All-State Award for Excellence in Jazz Piano - quando era jovem